# David Janssen
David Harold Meyer, bardziej znany jako David Janssen (ur. 27 marca 1931 w Naponee w stanie Nebraska, zm. 13 lutego 1980 w Malibu w stanie Kalifornia) – amerykański aktor filmowy i telewizyjny. W 1996 magazyn „TV Guide” umieścił go w rankingu na 36. miejscu listy 50. Największych Gwiazd TV w dziejach. Za rolę dr-a Richarda Kimble'a w serialu ABC Ścigany (The Fugitive, 1963–67) został dwukrotnie nominowany do nagrody Złotego Globu, z czego jedną wygrał (1966), a także otrzymał trzykrotnie nominację nagrody Emmy. Posiada swoją gwiazdę na Hollywoodzkiej Alei Gwiazd.

## Życiorys

### Wczesne lata
Urodził się w Naponee, we wsi hrabstwa Franklin w południowej Nebrasce w irlandzko-żydowskiej rodzinie bankiera Harolda Edwarda Meyera (ur. 12 maja 1906, zm. 4 listopada 1990) i Berniece Graf (ur. 11 maja 1910, zm. 26 listopada 1995). Jego rodzice rozwiedli się w 1935. David Janssen przeniósł się do Los Angeles w Kalifornii wraz z matką, która w 1940 wyszła za mąż za Eugene’a Janssena. Po wejściu do przemysłu rozrywkowego jako dziecko, użył nazwiska swojego ojczyma. Uczęszczał do Fairfax High School w Los Angeles. Odsłużył dwa lata w United States Army, gdzie zaprzyjaźnił się z żołnierzami Martinem Milnerem i Clintem Eastwoodem, podczas gdy został wysłany do Fort Ord w Kalifornii.

### Kariera
Tak jak Clark Gable, Janssen stracił sporo ról filmowych we wczesnych fazach kariery, ponieważ jego uszy były „zbyt duże”. Po raz pierwszy pojawił się w wieku 13 lat w komedii muzycznej To jest przyjemność (It's a Pleasure, 1945) z udziałem Sonji Henie i Michaela O’Shei. Mając 14 lat był w obsadzie przygodowego filmu Swamp Fire (1946) obok Johnny’ego Weissmullera, Virginii Grey i Bustera Crabbe'a. W 1950 podpisał kontrakt z Universal. Występował przelotnie w filmach - małobudżetowym Francis Goes to West Point (1952) i wysokobudżetowym Do piekła i z powrotem (To Hell and Back, 1955).
Popularność Janssena wzrosła dzięki tytułowej roli Richarda Diamonda w serialu CBC Richard Diamond, prywatny detektyw (Richard Diamond, Private Detective, 1957-1960) z Mary Tyler Moore i Barbarą Bain. W dramacie wojennym Z piekła do wieczności (Hell to Eternity, 1960) wystąpił w roli sierżanta Billa Hazena, a w biograficznym dramacie kryminalnym Król ryczenia 20.: Historia Arnolda Rothsteina (King of the Roaring 20's: The Story of Arnold Rothstein, 1961) zagrał ekstrawaganckiego hazardzistę i przemytnika alkoholu Arnolda Rothsteina. Stał się najlepiej zapamiętany ze swojej roli lekarza doktora Richarda Kimble'a fałszywie uznanego za winnego morderstwa swojej żony i oskarżonego o ucieczkę z aresztu w serialu ABC Ścigany (The Fugitive, 1963–67). W serialu kryminalnym CBS O’Hara, skarb USA (O’Hara, U.S. Treasury, 1971–72) wystąpił jako agent rządowy Jim O’Hara, prowadzący dochodzenie w sprawie fałszerzy i innych federalnych przestępstw. W serialu ABC Harry O (1974–76) grał detektywa Harry’ego Orwella z San Diego.

### Życie prywatne
25 sierpnia 1958 w Las Vegas poślubił modelkę i dekoratorkę wnętrz Ellie Graham z którą rozwiódł się w 1968 roku. W 1975 ożenił się po raz drugi z aktorką i modelką Dani Crayne Greco. Byli małżeństwem do jego śmierci.
Zmarł nagle 13 lutego 1980 roku w Santa Monica UCLA Medical Center w Malibu w stanie Kalifornia po rozległym zawale serca w wieku 48 lat.

## Wybrana filmografia

### Filmy fabularne
- 1945: To jest przyjemność (It's a Pleasure) jako Davey / sędzia
- 1946: Swamp Fire jako starszy syn Emile
- 1955: Do piekła i z powrotem (To Hell and Back) jako Porucznik Lee
- 1955: Cult of the Cobra jako Rico Nardi
- 1955: Prywatna wojna majora Bensona (The Private War of Major Benson) jako Młody porucznik
- 1955: Wszystko, na co niebo zezwala (All That Heaven Allows) jako Freddie Norton
- 1961: Dondi jako Dealey
- 1968: Trzewiki rybaka (The Shoes of the Fisherman) jako George Faber
- 1969: Zielone berety (The Green Berets) jako George Beckworth
- 1969: Uwięzieni w kosmosie (Marooned) jako Ted Dougherty
- 1973: Pojedynek helikopterów (Birds of Prey) jako Harry Walker
- 1976: Mayday w stratosferze (Mayday at 40,000 Feet!, TV) jako kpt. Pete Douglass
- 1976: Dwuminutowe ostrzeżenie (Two-Minute Warning) jako Steve
- 1980: Miasto w strachu (City in Fear, TV) jako Vince Perrino

### Seriale TV
- 1952: Death Valley Days jako Dr Bill Breckenridge
- 1957: Alcoa Theatre jako Jim McCandless / Mike Harper
- 1957-60: Richard Diamond, prywatny detektyw (Richard Diamond, Private Detective) jako Richard Diamond
- 1963–67: Ścigany (The Fugitive) jako Dr Richard Kimble
- 1971: O’Hara, U.S. Treasury jako Jim O’Hara
- 1974–76: Harry O jako Harry Orwell
- 1978: Centennial jako Paul Garrett/narrator